# Oligia melanodonta
Oligia melanodonta là một loài bướm đêm trong họ Noctuidae.